# Blasius
För andra betydelser, se Blasius (olika betydelser).
Blasius var under sin levnad biskop av Sebaste i Kappadocien i dåtidens Armenien och lär ha varit läkare innan han blev biskop. Han fängslades och halshöggs för sin kristna tro år 316 och vördas som helgon inom bland annat romersk-katolska kyrkan. Hans minnesdag firas den 3 februari. Denna dag firades med så kallad blåsmässa och Blasius var också hornblåsarnas skyddshelgon.

## Biografi
Blasius räddade en pojke som hade fått ett fiskben på tvären i halsen och fick även en varg att lämna tillbaka en gris till en fattig änka. Blasius hör till de så kallade nödhjälparna och han vördas inom den romersk-katolska kyrkan som ett helgon som kan ge bot för halsont. Enligt legenden samlades de vilda djuren till honom och han botade sjuka djur. När han skulle halshuggas bad Blasius till Gud att alla som bad om bot för sjukdom i halsen skulle bli fria från den plågan. Vid den så kallade Blasiusvälsignelsen hålls två korslagda ljus nära halsen med bön om bot och välsignelse.

## Kultur
Runt om i den kristna världen finns kyrkor tillägnade sankt Blasius. Det finns även religiösa riter och festivaler med anknytning till helgonet. 
Den armeniska nationens kyrka i Rom bär namnet San Biagio della Pagnotta, även benämnd San Biagio degli Armeni, och är belägen vid Via Giulia.
Sankt Blasius är skyddshelgon för den kroatiska staden Dubrovnik där han årligen hyllas under Sankt Blasius fest. Sankt Blasius kyrka i Dubrovnik är tillägnad helgonet och i stadens katedral finns påstådda reliker efter hans huvud och arm.
Halvön Blasieholmen i Stockholm är dock mest sannolikt uppkallad efter en privatperson vid namn Blasius.